# Danh sách loài nhện trong họ Desidae
Danh sách này liệt kê các loài nhện trong họ Desidae.

## Badumna
Badumna Thorell, 1890
- Badumna arguta (Simon, 1906)
- Badumna bimetallica (Hogg, 1896)
- Badumna blochmanni (Strand, 1907)
- Badumna exilis Thorell, 1890
- Badumna exsiccata (Strand, 1913)
- Badumna guttipes (Simon, 1906)
- Badumna hirsuta Thorell, 1890
- Badumna hygrophila (Simon, 1902)
- Badumna insignis (L. Koch, 1872)
- Badumna javana (Strand, 1907)
- Badumna longinqua (L. Koch, 1867)
- Badumna maculata (Rainbow, 1916)
- Badumna microps (Simon, 1908)
- Badumna pilosa (Hogg, 1900)
- Badumna scalaris (L. Koch, 1872)
- Badumna senilella (Strand, 1907)
- Badumna socialis (Rainbow, 1905)
- Badumna tangae Zhu, Zhang & Yang, 2006

## Canala
Canala Gray, 1992
- Canala longipes (Berland, 1924)
- Canala magna (Berland, 1924)
- Canala poya Gray, 1992

## Cicirra
Cicirra Simon, 1886
- Cicirra decemmaculata Simon, 1886

## Colcarteria
Colcarteria Gray, 1992
- Colcarteria carrai Gray, 1992
- Colcarteria kempseyi Gray, 1992
- Colcarteria yessabah Gray, 1992

## Desis
Desis Walckenaer, 1837
- Desis crosslandi Pocock, 1903
- Desis formidabilis (O. P.-Cambridge, 1890)
- Desis galapagoensis Hirst, 1925
- Desis gardineri Pocock, 1904
- Desis hartmeyeri Simon, 1909
- Desis inermis Gravely, 1927
- Desis japonica Yaginuma, 1956
- Desis kenyonae Pocock, 1902
- Desis marina (Hector, 1877)
- Desis martensi L. Koch, 1872
- Desis maxillosa (Fabricius, 1793)
- Desis risbeci Berland, 1931
- Desis tangana Roewer, 1955
- Desis vorax L. Koch, 1872

## Epimecinus
Epimecinus Simon, 1908
- Epimecinus alkirna Gray, 1973
- Epimecinus humilis Berland, 1924
- Epimecinus nexibilis (Simon, 1906)
- Epimecinus pullatus (Simon, 1906)

## Forsterina
Forsterina Lehtinen, 1967
- Forsterina alticola (Berland, 1924)
- Forsterina annulipes (L. Koch, 1872)
- Forsterina armigera (Simon, 1908)
- Forsterina cryphoeciformis (Simon, 1908)
- Forsterina koghiana Gray, 1992
- Forsterina segestrina (L. Koch, 1872)
- Forsterina velifera (Simon, 1908)
- Forsterina virgosa (Simon, 1908)
- Forsterina vultuosa (Simon, 1908)

## Gasparia
Gasparia Marples, 1956
- Gasparia busa Forster, 1970
- Gasparia coriacea Forster, 1970
- Gasparia delli (Forster, 1955)
- Gasparia dentata Forster, 1970
- Gasparia edwardsi Forster, 1970
- Gasparia kaiangaroa Forster, 1970
- Gasparia littoralis Forster, 1970
- Gasparia lomasi Forster, 1970
- Gasparia mangamuka Forster, 1970
- Gasparia manneringi (Forster, 1964)
- Gasparia montana Forster, 1970
- Gasparia nava Forster, 1970
- Gasparia nebulosa Marples, 1956
- Gasparia nelsonensis Forster, 1970
- Gasparia nuntia Forster, 1970
- Gasparia oparara Forster, 1970
- Gasparia parva Forster, 1970
- Gasparia pluta Forster, 1970
- Gasparia rupicola Forster, 1970
- Gasparia rustica Forster, 1970
- Gasparia tepakia Forster, 1970
- Gasparia tuaiensis Forster, 1970

## Gohia
Gohia Dalmas, 1917
- Gohia clarki Forster, 1964
- Gohia falxiata (Hogg, 1909)
- Gohia isolata Forster, 1970
- Gohia parisolata Forster, 1970

## Goyenia
Goyenia Forster, 1970
- Goyenia electa Forster, 1970
- Goyenia fresa Forster, 1970
- Goyenia gratiosa Forster, 1970
- Goyenia lucrosa Forster, 1970
- Goyenia marplesi Forster, 1970
- Goyenia multidentata Forster, 1970
- Goyenia ornata Forster, 1970
- Goyenia sana Forster, 1970
- Goyenia scitula Forster, 1970
- Goyenia sylvatica Forster, 1970

## Hapona
Hapona Forster, 1970
- Hapona amira Forster, 1970
- Hapona aucklandensis (Forster, 1964)
- Hapona crypta (Forster, 1964)
- Hapona insula (Forster, 1964)
- Hapona marplesi (Forster, 1964)
- Hapona moana Forster, 1970
- Hapona momona Forster, 1970
- Hapona muscicola (Forster, 1964)
- Hapona otagoa (Forster, 1964)
- Hapona paihia Forster, 1970
- Hapona reinga Forster, 1970
- Hapona salmoni (Forster, 1964)
- Hapona tararua Forster, 1970

## Helsonia
Helsonia Forster, 1970
- Helsonia plata Forster, 1970

## Hulua
Hulua Forster & Wilton, 1973
- Hulua convoluta Forster & Wilton, 1973
- Hulua manga Forster & Wilton, 1973
- Hulua minima Forster & Wilton, 1973
- Hulua pana Forster & Wilton, 1973

## Laestrygones
Laestrygones Urquhart, 1894
- Laestrygones albiceris Urquhart, 1894
- Laestrygones chathamensis Forster, 1970
- Laestrygones minutissimus (Hogg, 1909)
- Laestrygones otagoensis Forster, 1970
- Laestrygones setosus Hickman, 1969
- Laestrygones westlandicus Forster, 1970

## Lamina
Lamina Forster, 1970
- Lamina minor Forster, 1970
- Lamina montana Forster, 1970
- Lamina parana Forster, 1970
- Lamina ulva Forster, 1970

## Lathyarcha
Lathyarcha Simon, 1908
- Lathyarcha cinctipes (Simon, 1906)
- Lathyarcha inornata (L. Koch, 1872)
- Lathyarcha tetrica Simon, 1908

## Mangareia
Mangareia Forster, 1970
- Mangareia maculata Forster, 1970
- Mangareia motu Forster, 1970

## Matachia
Matachia Dalmas, 1917
- Matachia australis Forster, 1970
- Matachia livor (Urquhart, 1893)
- Matachia magna Forster, 1970
- Matachia marplesi Forster, 1970
- Matachia ramulicola Dalmas, 1917
- Matachia similis Forster, 1970

## Mesudus
Mesudus Özdikmen, 2007
- Mesudus frondosus (Forster, 1970)
- Mesudus setosus (Forster, 1970)
- Mesudus solitarius (Forster, 1970)

## Myro
Myro O. P.-Cambridge, 1876
- Myro jeanneli Berland, 1947
- Myro kerguelenensis O. P.-Cambridge, 1876
  - Myro kerguelenensis crozetensis Enderlein, 1903
- Myro maculatus Simon, 1903
- Myro marinus (Goyen, 1890)
- Myro paucispinosus Berland, 1947
- Myro pumilus Ledoux, 1991

## Namandia
Namandia Lehtinen, 1967
- Namandia periscelis (Simon, 1903)

## Neomyro
Neomyro Forster & Wilton, 1973
- Neomyro amplius Forster & Wilton, 1973
- Neomyro circe Forster & Wilton, 1973
- Neomyro scitulus (Urquhart, 1891)

## Notomatachia
Notomatachia Forster, 1970
- Notomatachia cantuaria Forster, 1970
- Notomatachia hirsuta (Marples, 1962)
- Notomatachia wiltoni Forster, 1970

## Nuisiana
Nuisiana Forster & Wilton, 1973
- Nuisiana arboris (Marples, 1959)

## Ommatauxesis
Ommatauxesis Simon, 1903
- Ommatauxesis macrops Simon, 1903

## Otagoa
Otagoa Forster, 1970
- Otagoa chathamensis Forster, 1970
- Otagoa nova Forster, 1970
- Otagoa wiltoni Forster, 1970

## Panoa
Panoa Forster, 1970
- Panoa contorta Forster, 1970
- Panoa fiordensis Forster, 1970
- Panoa mora Forster, 1970
- Panoa tapanuiensis Forster, 1970

## Paramatachia
Paramatachia Dalmas, 1918
- Paramatachia ashtonensis Marples, 1962
- Paramatachia cataracta Marples, 1962
- Paramatachia decorata Dalmas, 1918
- Paramatachia media Marples, 1962
- Paramatachia tubicola (Hickman, 1950)

## Paratheuma
Paratheuma Bryant, 1940
- Paratheuma andromeda Beatty & Berry, 1989
- Paratheuma armata (Marples, 1964)
- Paratheuma australis Beatty & Berry, 1989
- Paratheuma insulana (Banks, 1902)
- Paratheuma interaesta (Roth & Brown, 1975)
- Paratheuma makai Berry & Beatty, 1989
- Paratheuma ramseyae Beatty & Berry, 1989
- Paratheuma rangiroa Beatty & Berry, 1989
- Paratheuma shirahamaensis (Oi, 1960)

## Phryganoporus
Phryganoporus Simon, 1908
- Phryganoporus candidus (L. Koch, 1872)
- Phryganoporus davidleei Gray, 2002
- Phryganoporus melanopygus Gray, 2002
- Phryganoporus nigrinus Simon, 1908
- Phryganoporus vandiemeni (Gray, 1983)

## Pitonga
Pitonga Davies, 1984
- Pitonga woolowa Davies, 1984

## Porteria
Porteria Simon, 1904
- Porteria albopunctata Simon, 1904

## Rapua
Rapua Forster, 1970
- Rapua australis Forster, 1970

## Syrorisa
Syrorisa Simon, 1908
- Syrorisa misella (Simon, 1906)

## Taurongia
Taurongia Hogg, 1901
- Taurongia ambigua Gray, 2005
- Taurongia punctata (Hogg, 1900)

## Toxops
Toxops Hickman, 1940
- Toxops montanus Hickman, 1940

## Toxopsoides
Toxopsoides Forster & Wilton, 1973
- Toxopsoides huttoni Forster & Wilton, 1973

## Tuakana
Tuakana Forster, 1970
- Tuakana mirada Forster, 1970
- Tuakana wiltoni Forster, 1970